# Château de Remplin
Le château de Remplin (Schloss Remplin) est un château baroque du Mecklembourg qui brûla en 1940 et ne fut jamais reconstruit.

## Histoire
Le domaine appartient en 1405 aux comtes von Hahn, puis l'on construit un château Renaissance et enfin au milieu du XVIIIe siècle un château baroque avec un corps de logis et deux ailes. Le château est vendu en 1816 au prince Georges-Guillaume de Schaumbourg-Lippe (1784-1860), en 1848 à Karl von Maltzahn et enfin en 1852 aux ducs de Mecklembourg-Strelitz. Le fils du duc Georges de Mecklembourg-Strelitz, Georges-Auguste de Mecklembourg-Strelitz qui, depuis son mariage avec une grande-duchesse russe vivait au palais Michel de Saint-Pétersbourg, souhaitait avoir une résidence d'été dans le Mecklembourg. Il fait réaménager le parc de 35 hectares en parc à l'anglaise, d'après les plans du fameux Lenné. Il modernise aussi le château en 1865, l'architecte berlinois Friedrich Hitzig remodelant la façade en style néorenaissance à la française et décorant le corps de logis avec une loggia à l'italienne. Il redécore aussi l'intérieur, avec notamment un somptueux mobilier italien et français.
Les descendants du ducs qui avaient fait souche en Russie sont chassés par la Révolution d'Octobre et font de Remplin leur résidence principale. Ils sont cependant mal vus par le nouveau régime national-socialiste qui se méfie de cette aristocratie européenne. Il semble que les autorités locales aient excité des groupuscules qui, la nuit du 10 avril 1940, incendient le château. Le corps de logis est réduit en cendres. Seule l'aile nord qui subsiste aujourd'hui est épargnée par les flammes. Plus tard, le propriétaire, Georges-Alexandre de Mecklembourg et Carlow, est déporté en 1944 au camp de concentration de Sachsenhausen, où il échappe de peu à la mort.
Finalement les autorités communistes exproprient et chassent la famille de ses terres en 1945.

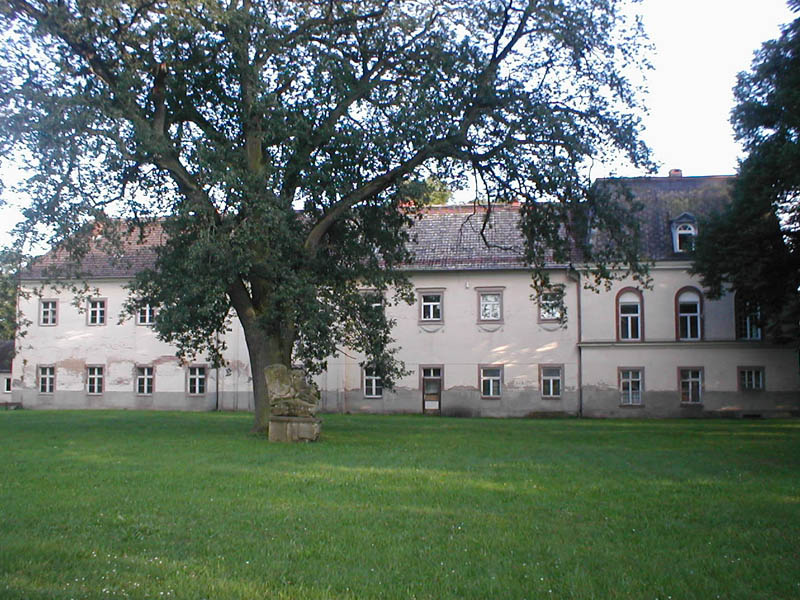
L'aile nord du château qui subsiste

Subsistent de l'ancien château l'aile nord, une tour de 37m de haut construite en 1740 à l'entrée, les communs et la chapelle. Le parc est en partie loti, mais on admire encore une allée de tilleuls bicentenaires. Le parc est libre d'accès pour les promeneurs.

## Source
- (de) Cet article est partiellement ou en totalité issu de l’article de Wikipédia en allemand intitulé « Schloss Remplin » (voir la liste des auteurs).